# Encarsia dialeuroporae
Encarsia dialeuroporae är en stekelart som beskrevs av Gennaro Viggiani 1985. Encarsia dialeuroporae ingår i släktet Encarsia och familjen växtlussteklar.
Artens utbredningsområde är Pakistan. Inga underarter finns listade i Catalogue of Life.